# Бела Ахмадулина
Бела Ахмадулина (рус. Бе́лла Аха́товна Ахмаду́лина; Москва 1937 — Переделкино, 2010) била је руска песникиња, писац и преводилац. Почасни члан Америчке академије уметности и књижевности. Лауреат државне награде Руске Федерације и Државне награде СССР.

## Биографија
Бела Акхмадулина рођена је 10. априла 1937. године у Москви, у мешовитој породици као једино дете. Порекло са очеве стране било је татарско, док јој је мајка била италијанског порекла. Отац јој је био заменик министра док је мајка радила као руско - италијански преводилац. Када је избио Други светски рат, њена породица је евакуисана са ратом захваћених подручја у Казањ. Због честих потрага за послом родитеља, рано детињство проводила је са баком која јој је усадила љубав према књигама.
Поезију је почела да пише током школских дана. Прву песму написала је са петнаест година. Као девојка писала је за московске новине.
Њени стихови најпре су објављени у часопису „Октобар“ 1955. године. Песме су биле детињасте и дирљиве.
Њени радови одмах су привукли пажњу, руског писца и драматурга, Јевгенија Јевтушенка који је био изненађен необичним римама и стилом писања.
Са навршених 22. године, написала је своју најпознатију песму „Иронија судбине” по којој је 1975. године композитор Мајкл Таривердијев компоновао музику за филм редитеља Ердара Разанова.
Након завршене школе уписала је студије књижњевности. Дипломирала је 1960. године на Факултету Максима Горког. Током студија своје радове објављивала је у локалним часописима.
Године 1964. опробала се као глумица. Добила је улогу новинара у филму Василија Сукшина - „Постоји такав момак“. На фестивалу у Венецији 1970. године, филм је добио награду "Златног лава" .
Своју прву збирку песама објавила је 1962. године. Учествовала је на многим светским фестивалима, укључујући и Међународни фестивал поезије у Куала Лумпуру 1988. године. Писала је есеје о Александру Пушкину и Михајилу Ломоносову.
У последњим годинама живота била је веома болесна. Губила је вид и временом се ослањала само на додире. У јесен 2010. је оперисана. Иако је операција добро прошла, након четири дана умрла је од срчаних компликација.
Умрла је у вечерњим сатима 29. новембра 2010. године у амбулантним колима. Сахрањена је 3. децембра 2010. године на Новодевичком гробљу.

## Породица
Бела Ахмадулина удавала се четири пута. Први муж песникиње био је Јевгениј Јевтушенко познати руски писац и редитељ кога је упознала још за време студија. Честе препирке и свађе међу њима, довеле су до распада брака после само три године.
Са другим мужем, Јуријем Нагабином , новинаром и сценаристом, била је у браку осам година, од 1959. до 1. новембра 1968. године. Трећи пут удала се за Касина Кулиа, песника. У кратком грађанском браку добили су ћерку, Елизабет. Годину дана после рођења њене кћерке, Бела Ахмадулина удала се за Бориса Месерера позоришног глумца. Живели су заједно тридесет година. У том браку Бела је родила другу ћерку, Ану.

## Каријера
Прву збирку песама објавила је 1962. године, под називом „Струна“ које је била веома успешна.
Међу најпознатијим објављеним збиркама песама биле су:
- „Музичке поруке“ (1970)
- „Поеме“ (1975)
- „Мистерија“ (1983)
- „Обала“ (1991)

Године 1970. боравила је у Грузији. Грузија је заузела значајно место у њеном раду. Објавила је збирку песама иснспирисана овом земљом и њеним боравком у њој - „Снови о Грузији“ 1977. године. Била је поштована од стране великих песника Грузије. Њена дела била преводили су Николај Мелитонович , Галактион Васиљевич и Иракли Васирионович.
Државну награду СССР -а добила је 1989. године за збирку песама Сада .
Кратка прича написана у надреални стилу, „Многи пси и један пас“, објављена је 1979. године у самиздату је у градским новинама „Метропол“ чијем је оснивању и сама помогла.
У више наврата отворено је подржавала совјетске дисиденате - Андреја Сахарова , Лева Копелева , Џорџа Владимова и Владимира Војновича . Њене изјаве писане у њихову одбрану објављение су у Њујоршким дневним новинама . Више пута емитовани су на радију „Слободна Европа“  и „Глас Америке“  .
националној телевизији ТВ канал “НТВ“.

## Филмографија
Глумила је у два филма:
- „Постоји такав момак“ - совјетски играни филм редитеља Василија Сушкина (1964)
- „Спорт, спорт, спорт“ - документарни филм (1970)

Написала је два сценарија:
- „Чисте баре“ - совјетски играни филм у режији Алексеја Сакхаров (1965)
- „Стјуардеса“ - црно-бели краткометражни филм (1968)

Бавила се и компоновањем музике за филмове:
- „У двадесетима“ - драма (1964)
- „Иронија судбине“ - мелодрама (1975)
- „Старомодна комедија“ - мелодрама (1978)
- „Дошао сам и рекао“ - музички филм (1984)
- „Жестока романса“ - мелодрама (1984)

## Награде и признања
- (1977) - Проглашена је почасним чланом Америчке академије уметности и књижевности [тражи се извор]
- (1989) - СССР држава награда
- (2004) - Награда Руске Федерације у области књижевности и уметности у 2004. години
- (1984) - Орден пријатељства
- (2007) - Орден заслуга за отаџбину, 2. класа, за изузетан допринос развоју националне књижевности и много година креативног рада
- Лауреат Фондације "Баннер" (1993)
- Лауреат "Трјумф" (1994)
- Лауреат председника Руске Федерације у области књижевности и уметности (1998)
- Почасни члан Руске академије уметности